# FH-70
FH-70 ili Field howitzer for the 1970s (hrv. Poljska haubica za 1970-e) je vučna haubica kalibra 155 mm koju je tijekom 1970-ih u zajedničkom projektu razvilo nekoliko zapadnoeuropskih zemalja.

## Povijest
FH-70 je zajednički projekt Ujedinjenog Kraljevstva, Njemačke i Italije. Najprije su UK i Njemačka 1968. godine započele s pregovorima te su dogovorile zajednički razvoj 155 mm vučne haubice. Italija se projektu priključila 1970. godine. Glavni zahtjevi postavljeni pred FH-70 bili su velika brzina gađanja (šest granata u minuti), veliki domet (24 – 30 km) i velika ubojita moć na svim udaljenostima. Također, trebala je imati pogonski agregat (APU) te biti kompatibilna sa svim 155 mm streljivom iz NATO obitelji. Time je trebala zamijeniti britanske topove kalibra 140 mm i američke haubice M114 u naoružanju ovih država.
Tako je britanskom Vickersu dodijeljen dizajn vučne haubice a njemački Rheinmetall je trebao razviti APU agregat i ciljnik. Kraljevski institut za istraživanje i razvoj naoružanja (RARDE) bio je odgovoran za razvoj HE projektila i sustava punjenja.
Prvih šest prototipova dovršeno je tijekom 1969. i 1970. Do 1976. godine razvijeno je ukupno 19 testnih prototipova prije nego što je oružje ušlo u uporabu. U konačnici je razvijena moderna vučna haubica čija je cijev dugačka 39 kalibara odnosno 6.022 mm i opremljena s plinskom kočnicom i poluautomatskim klinastim zatvaračem. Haubica ima ugrađen pogonski agregat koji joj omogućava samostalno kretanje brzinom 8–16 km/h, ovisno o terenu.
Haubicu može vući vozilo max. brzinom od 100 km/h a dok ju putem zračnog transporta mogu prenositi teretni zrakoplov C-130 Hercules ili helikopter CH-47 Chinook gdje je top pričvršćen na podvozje letjelice.
Kada je 1976. uvedena u uporabu, Njemačka je naručila 216 haubica, Italija 164 a Velika Britanija njih 71.

## Korisnici
- Ujedinjeno Kraljevstvo: primarni korisnik. Haubice je proizvodio Vickers te britanska vojska danas raspolaže s njih 67 i nose oznaku L121 .[1]
- Njemačka: primarni korisnik. Haubice je proizvodio Rheinmetall te njemačka vojska danas raspolaže s njih 150 i nose oznaku FH 155-1.[1]
- Italija: primarni korisnik. Haubice je proizvodila OTO Melara te talijanska vojska danas raspolaže s njih 162.[1] Krajem 2012. godine iz filipinskog Ministarstva obrane objavljena je vijest kako bi Italija mogla zemlji donirati stotinu oklopnih transportera M113 i 25 vučnih haubica FH-70.[3]
- Estonija: 24 haubice.[1]
- Japan: haubice je na temelju licence proizvodio Japan Steel Works te je japanska vojska njihov najveći korisnik jer raspolaže s njih 480.[1] Također, licencno se proizvodi i potrebno topničko streljivo.[1]
- Malezija: zemlji je 1989. godine isporučeno devet haubica dok danas raspolaže s njih šest.
- Maroko: 30 haubica.[1]
- Nizozemska: 15 haubica.[1]
- Norveška: 15 haubica.[1]
- Oman: 12 haubica.[1]
- Saudijska Arabija: zemlja je u svibnju 1982. godine od Velike Britanije naručila 72 haubice, streljivo, sustave za kontrolu paljbe te opremu za trening.[1] Saudijcima je prvih 18 haubica isporučeno do početka 1983.[1]

## Vanjske poveznice
- Global Security.org - FH-70 - 155mm Howitzer